# Старобешеве
Старобе́шеве (до 1896 — Бешеве, урум. Бешӱй), селище Кальміуського району, центр Старобешівської селищної громади Донецької області.

## Загальні відомості
Розташоване в південно-східній частині Донбасу над річкою Кальміус; 6 900 меш. (1970). Поблизу Старобешевого — Старобешівська ДРЕС.
Відстань до облцентру становить близько 38 км і проходить автошляхом Т 0508.
Із 2014 р. внесено до переліку населених пунктів на Сході України, на яких тимчасово не діє українська влада.

## Історичні відомості
Засноване 1779.

Станом на 1886 рік у грецькій колонії, центрі Богатирської волості Маріупольського повіту Катеринославської губернії, мешкало 2690 осіб, налічувалось 449 дворових господарств, існували православна церква, школа й 5 лавок, відбувалось 2 ярмарки на рік.

### Визвольні змагання
19 березня 1921 загін махновця Кожи займає село Бешеве. 20 березня загін повстанців розбиває загін 6-го Трудового полку Голодаева, якого вислали для ліквідації повстанців, в цьому бою більшовики втратили 21 червоноармієця вбитими, 15 потрапили в полон, залишки загону відступили на Михайлівку.

## Російсько-українська війна 2014 року
У серпні 2014-го підрозділ старшого мічмана Сергія Шкодіна отримав завдання звільнити Старобешеве та зробити коридор до оточених українських військових, які опинилися в ньому. Бій тривав майже добу, за оцінкою старшого мічмана, противник чисельно переважав у 2-3 рази. В тому ж бою відзначився і старший мічман Микола Довбуш, завдання було виконано. Вже увечері його підрозділ потрапив під обстріл «Градами», зазнало чимало військових поранень.
25 серпня внаслідок мінометного та артилерійського обстрілу терористами загинув солдат 55-ї артилерійської бригади Віктор Катанов. 26 серпня 2014 року під час артобстрілу терористами «ДНР» загинуло 4 місцеві мешканці, поранення зазнали 17, серед поранених дитина. Після того терористи змогли вибити українські сили з Старобешевого. 27 серпня бойовики «ДНР» із російськими окупантами зайняли Старобешеве; при цьому була розгромлена місцева лікарня. Поранених із лікарні попередньо евакуювали до Маріуполя та Бердянська. Станом на 30 серпня під Старобешевим в оточенні знаходилися українські військові.
21 жовтня 2014-го з'являється інформація, що до Старобешевого увійшов загін російських військових, серед яких багато снайперів-жінок.
17 грудня в Старобешевому під час роздачі соціальної допомоги від так званої «ДНР» бойовик розстріляв молоду дівчину та поранив іще двох людей — така інформація поширюється соціальними мережами.

## Населення

### Мова
Розподіл населення за рідною мовою за даними перепису 2001 року:
| Мова            | Кількість | Відсоток |
| --------------- | --------- | -------- |
| російська       | 6662      | 93.59%   |
| українська      | 420       | 5.90%    |
| вірменська      | 9         | 0.13%    |
| грецька         | 5         | 0.07%    |
| болгарська      | 1         | 0.01%    |
| румунська       | 1         | 0.01%    |
| інші/не вказали | 20        | 0.29%    |
| Усього          | 7118      | 100%     |

За даними перепису 2001 року населення селища становило 7118 осіб, із них 5,9 % зазначили рідною мову українську, 93,59 %— російську, 0,13 %— вірменську, 0,07 %— грецьку, 0,01 %— болгарську та молдовську мови.
|                          | На 01.01.2007 р. | На 01.01.2008 р. | На 01.01.2009 р. | На 01.01.2010 р. | На 01.01.2011 р. |
| ------------------------ | ---------------- | ---------------- | ---------------- | ---------------- | ---------------- |
| Всього, чол.             | 6640             | 6531             | 6513             | 6471             | 6471             |
| дітей дошкільного віку   | 591              | 525              | 564              | 596              | 596              |
| дітей шкільного віку     | 979              | 882              | 896              | 943              | 943              |
| громадян пенсійного віку | 1901             | 1629             | 1705             | 1814             | 1826             |
| працездатне населення    | 3169             | 3495             | 3348             | 3118             | 3232             |

## Освіта
Освітні послуги в районі забезпечують 20 денних шкіл (в них навчається 4198 учнів). Дошкільних закладів — 22, в них дітей — 1717.

## Культура
Старобешеве двічі приймало міжнародний фестиваль грецької культури «Мега-Йорти» імені Доната Патричі 1995 та 1997 року.

## Відомі персоналії
- Паша Ангеліна
- Школьніков Роман Олександрович — заслужений тренер УРСР, багаторазовий чемпіон і рекордсмен в різних видах спорту.
- Кузьмінов Василь Павлович — Герой Радянського Союзу.
- Зеленівський Роман Ізраїлевич (1921—1986) — радянський воїн
- Микола Пефтієв — науковець у царині металообробки, очолював об'єднання «Будіндустрія» (в Донецьку), був радником Голови ВР України; учасник інтернаціонального контингенту радянських військ у Чилі.
- Дупак Микола Лук'янович (1921—2023) — український і російський радянський актор театру і кіно.